# 변정수
변정수(1974년 4월 15일 ~ )는 대한민국의 배우, 모델이다.

## 생애
1995년 결혼과 동시에 패션 모델로 첫 데뷔하였고 이후 수필가 겸 연기자와 영화배우 등으로 활동의 폭을 넓혔다. 1994년 모델 데뷔 2년차 시절 21살로 일찍 결혼하였다. 이후 슬하에 2녀를 두고 있다.

## 학력
- 서울성북초등학교 (졸업)
- 동구여자중학교 (졸업)
- 한성여자고등학교 (졸업)
- 경원대학교 섬유미술학과 (졸업)

## 출연작

### 드라마
- 1998년 SBS 일일시트콤 《순풍산부인과》 ... (특별출연)
- 1999년 MBC 일일시트콤 《남자 셋 여자 셋》 ... (특별출연)
- 2001년 KBS2 납량특집 연작시리즈 《드라마시티 도시괴담 4탄 - 사령》
- 2002년 MBC 미니시리즈 《위기의 남자》 ... 윤나미 역
- 2002년 SBS 드라마스페셜 《별을 쏘다》 ... 이미련 역
- 2003년 MBC 미니시리즈 《내 인생의 콩깍지》 ... 배현아 역
- 2003년 MBC 미니시리즈 《앞집 여자》 ... 애경 역
- 2003년 SBS 주말 특별기획 드라마 《첫사랑》 ... 홍영자 역
- 2004년 MBC 미니시리즈 《결혼하고 싶은 여자》 ... 장승리 역
- 2004년 MBC 미니시리즈 《아일랜드》 ... (특별출연)
- 2004년 SBS 주간시트콤 《혼자가 아니야》 ... 여기자 변정수 역
- 2004년 SBS 금요드라마 《아내의 반란》 ... 김정강 역
- 2005년 KBS2 일일시트콤 《사랑도 리필이 되나요?》 ... 홍진주 역
- 2006년 MBC 미니시리즈 《여우야 뭐하니》2회 ... 패션쇼 카메오 역
- 2007년 SBS 미니시리즈 《불량 커플》 ... 나돌순 역
- 2008년 MBC 미니시리즈 《내 생애 마지막 스캔들》 ... 이나윤 역
- 2009년 SBS 주말 특별기획 드라마 《스타일》 ... (특별출연)
- 2010년 MBC 월화드라마 《파스타》 ... 김강 역
- 2010년 KBS2 주말연속극 《결혼해주세요》 ... 한경주 역
- 2010년 SBS Plus 트렌디드라마 《키스 앤 더 시티》
- 2011년 tvN 미니시리즈 《MANNY》 ... 제니스 역
- 2011년~2012년 MBC 주말특별기획 《애정만만세》 ... 변주리 역
- 2013년 KBS2 4부작드라마 《KBS 드라마 스페셜 연작 시리즈 - 그녀들의 완벽한 하루》 ... 이미복 역
- 2013년 MBC 미니시리즈 《여왕의 교실》 ... 나리 모 윤라희 역
- 2013년 KBS 일일연속극《루비 반지》 ... 정초림 역
- 2014년 MBC주말연속극 《전설의 마녀》 ... 마주란 역
- 2015년 MBC 일일드라마 《최고의 연인》 ... 고흥자 역
- 2017년 SBS 주말드라마 《언니는 살아있다》 ... 구필순 역
- 2020년 채널A 주말드라마 《터치》 ... 오시은 역
- 2021년 tvN 미니시리즈 《멜랑꼴리아》 ... 유혜미 역

### 영화
- 2003년 《여섯 개의 시선》 ... 엄마 역
- 2011년 《화이트: 저주의 멜로디》 ... 여대표 역
- 2021년 《브라더》 ... 문 실장 역

### 뮤지컬
- 2018년 《애니》 ... 미스 해니건 역

### 예능 프로그램
- 1996년 SBS 《최고의 밥상》
- 1996년 SBS 《타임캡슐》
- 1997년 KBS1 《TV는 사랑을 싣고》 게스트
- 2008년 MBC 《오늘밤만 재워줘》 MC
- 2008년 올'리브 《올리브쇼 2》 MC
- 2012년 스토리온 《토크 & 시티》 MC
- 2013년 SBS E! 《하이힐을 신고 달리는 엄마》
- 2015년 KBS W 《마카롱》 MC
- 2016년 O tvN 《금지된 사랑》
- 2016년 채널A 《개밥 주는 남자》 (특별출연)
- 2018년 tvN 《수미네 반찬》(게스트)
- 2019년 MBC 《2019 휴먼다큐 사랑》 나레이션
- 2019년 MBN 《속풀이쇼 동치미》고정 출연

### 라디오
- 1996년 SBS 파워FM 라디오 《변정수의 앗2시다》
- 2015년 ~ 2016년 KBS 해피FM 《변정수의 탐나는 6시》

### 광고
- 쌍방울 엑스존 (1995년)
- 해태제과 칩스인 (1997년)
- 오리온 베베 (1998년)
- 아모레퍼시픽 스케치 멀티코팅 헤어컬러 (1999년)
- 아모레퍼시픽 미쟝센 (1999년 ~ 2001년)
- 삼성투자신탁증권 (2000년)
- 해찬들 태양초 고추장 (2001년)
- LG전자 트롬 (2002년)
- 해태제과 베스트원 (2002년)
- 영교 영재 파워 두배로 학습 (2002년)
- 라이온코리아 비트 솔라 (2002년)
- 롯데햄 로스팜 (2002년)
- 대림통상 도비도스 (2003년 ~ 2004년)
- 롯데마트 (2003년)
- 한국암웨이 (2003년 ~ 2005년)
- 한국존슨 에프킬라 (2004년 ~ 2005년)
- 하나로텔레콤 하나폰 (2004년 ~ 2005년)
- 양돈자조금 (2005년, 김세아·현영과 함께 출연)
- hy 유기농 하루야채 키즈 (2007년)
- CJ제일제당 백설유 라이트라 (2008년)
- 광동제약 썬키스트 (2009년)
- LG생활건강 하나미비컴궁 (2011년)

## 저서
- 1997년 《그래! 나 유부녀다!》 (송림)
- 2003년 《변정수의 7개방 인테리어》 (시공사)
- 2005년 《변정수의 야무진 육아》 (조선일보생활미디어)

## 수상 및 후보
| 연도 | 시상식                      | 부문                        | 작품               | 결과 |
| ---- | --------------------------- | --------------------------- | ------------------ | ---- |
| 1995 | 모델라인 올해의 신인상      | 빈칸                        | 빈칸               | 수상 |
| 2002 | MBC 연기대상                | 미니시리즈 부문 여자 신인상 | 위기의 남자        | 후보 |
| 2002 | MBC 연기대상                | 인기상                      | 위기의 남자        | 수상 |
| 2003 | 제20회 모델라인 코리아      | 베스트드레서                | 빈칸               | 수상 |
| 2004 | MBC 연기대상                | 연기자부문 특별상           | 결혼하고 싶은 여자 | 수상 |
| 2004 | SBS 연기대상                | 시트콤부문 연기자상         | 혼자가 아니야      | 수상 |
| 2006 | 한국자원봉사대회            | 국무총리상                  | 빈칸               | 수상 |
| 2007 | 기부문화혁신포럼 행정자치부 | 장관상                      | 빈칸               | 수상 |
| 2010 | 모범납세자 표창             | 빈칸                        | 빈칸               | 수상 |
| 2010 | 제3회 대한민국 나눔대상     | 국회상임위원장상            | 빈칸               | 수상 |
| 2010 | 제3회 한국나눔봉사대상      | 개인부문 최우수상           | 빈칸               | 수상 |

## 경력
- 2003년 굿네이버스sos어린이마을 홍보대사
- 2006년 태반줄기세포은행 홍보대사
- 2007년 대한산부인과학회 자궁경부암 홍보대사
- 2010년 성남세무서 홍보대사
- 2010년 제2회 서울국제건축영화제 페스티벌 아키텍트

## 가족 관계
- 어머니 : 조태윤
- 배우자 : 유용운 (1967년 ~ )
  - 장녀 : 유채원 (1998년 ~ )
  - 차녀 : 유정원 (2006년 ~ )
- 동생 : 변정민 (1976년 5월 21일 ~ )

## 참고 사항
- 2021년 4월 25일 코로나19 확진 판정을 받았다.